# Ammostamento

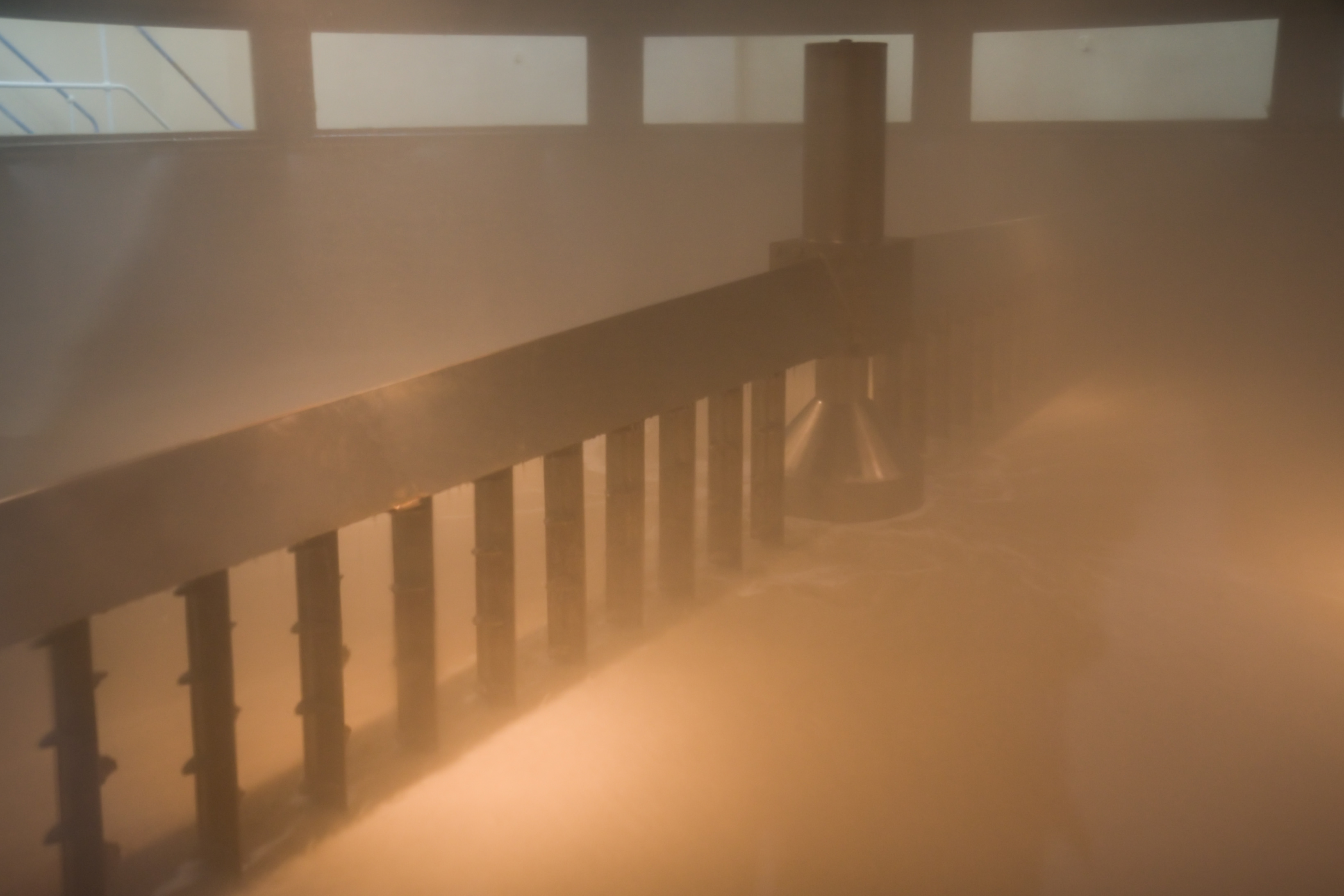
Vista ravvicinata della vasca di ammostamento di una distilleria di Scotch whisky, in evidenza il meccanismo di mescolamento del mosto.

L'ammostamento, chiamato anche ammostatura  è un processo, pure utilizzato nella birrificazione e nella distillazione, che consiste nel mettere una miscela di cereali macinati detti grani (in genere malto d'orzo, a cui se ne possono aggiungere altri come frumento, avena, farro, ecc.) in acqua calda a determinate temperature.
La prima fase dell'ammostamento è detta idratazione dei grani.
Durante questo processo, gli enzimi contenuti nel malto (α-amilasi e β-amilasi) attaccano le catene di amido presenti nel malto stesso, rompendole e producendo molecole di zucchero più semplici (maltosio e maltodestrine): ne risulta un liquido denso e pastoso.. Per questa ragione l'ammostamento della birra è anche chiamato (fase di) saccarificazione.
In generale (ovvero fuori dal contesto della presente voce), l'ammostamento è la fase di ottenimento di un mosto.

## Metodi di ammostamento
Durante l'ammostamento l'impasto è sottoposto a processi termici. Non bisogna però confonderli con la successiva fase di ebollizione del mosto.
Esistono due principali metodi di ammostamento:

### Ammostamento per infusione
È il metodo usato più di frequente e consiste nel riscaldare progressivamente l'intera miscela fino a raggiungere la temperatura desiderata secondo una curva temporale (ciclo) ben specificata; in alcuni casi si possono ottenere variazioni di temperatura anche aggiungendo acqua calda. Nell'infusione non si raggiunge mai la temperatura di ebollizione ed è sufficiente un solo recipiente termico (tino).
Il metodo per infusione è quello più diffuso perché più semplice e meno costoso, è lo standard non solo per la produzione industriale ma anche per i birrifici artigianali di recente sviluppo.

### Ammostamento per decozione
Questo metodo consiste nel prelevare una parte di miscela (solitamente 1/3), farla bollire in un recipiente (bollitore o caldaia di miscela) a parte, quindi riunirla alla miscela principale (tino della miscela madre) così da alzarne la temperatura. A questo punto occorre lasciare riposare la miscela per alcune decine di minuti in un recipiente isolato termicamente così da evitarne il raffreddamento e permettere agli enzimi di lavorare.
Il procedimento per decozione è detto anche a tempere ove la "tempera" è il singolo prelievo della frazione di miscela e la sua reintroduzione, in stato di ebollizione, nella massa al fine di aumentare la temperatura (da qui il nome tempera) al valore fissato. Si possono eseguire ammostamenti a 3, 2 o 1 tempere (decozioni) a seconda del numero di prelievi e della temperatura iniziale del mosto.
La bollitura rompe le pareti cellulari dei cereali permettendo una maggiore estrazione di amido. Ripetendo questa procedura per due o tre volte si riesce a far raggiungere all'intera miscela la temperatura desiderata.
Questo è un metodo usato, seppur raramente, da aziende che si richiamano ai modelli produttivi tradizionali del passato. Trattasi di un procedimento, antico e complesso, che richiede molto più tempo rispetto al metodo ad infusione (nel caso della tripla decozione, fino a cinque volte di più) e veniva necessariamente utilizzato prima che l'invenzione del termometro permettesse un controllo passo-passo della temperatura del processo di ammostamento. Tuttavia, esso viene tuttora utilizzato in diversi birrifici tradizionali, in particolare della Germania e dell'Europa centrale, in quanto garantisce alla birra risultante un aroma di malto unico: portando a bollitura una parte della miscela acqua-grani, vi si induce una reazione di Maillard che produce melanoidine, capaci di garantire un intenso aroma di malto e di composti tostati in genere. Inoltre, il metodo per decozione permette di ottenere prodotti con corpo maggiore ed è ottimale quando si utilizzano cereali crudi (che sono fatti bollire nel tino secondario).
Attualmente, le sale di cotture compatte, modulabili per serbatoi e con ricette gestibili via PLC, permettono di eseguire ammostamenti per decozione anche ai piccoli birrifici.

## Vasca di ammostamento

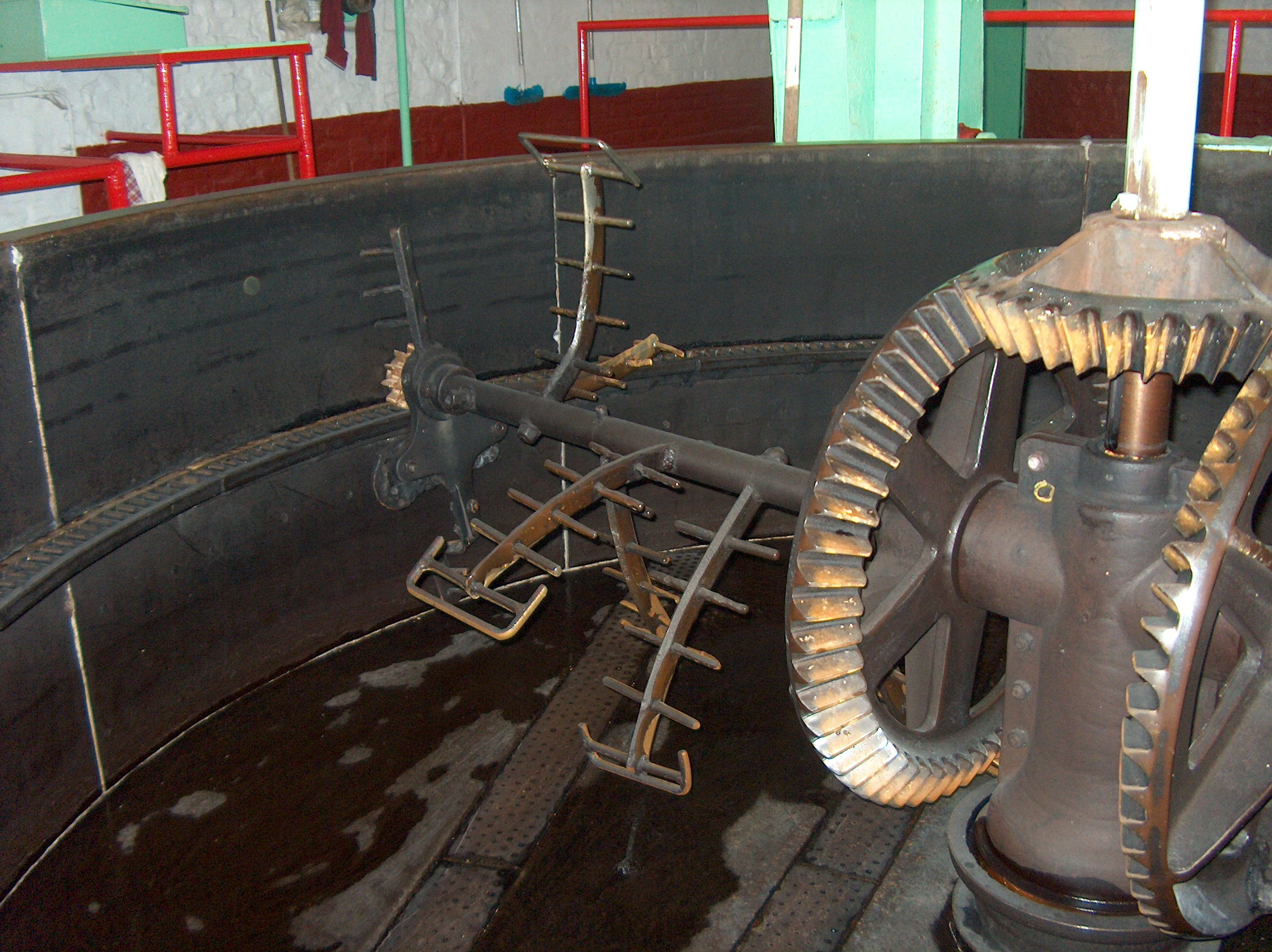
Vasca di ammostamento vuota con in evidenza il meccanismo integrato per il rimescolamento del mosto.

In generale, il tino usato per l'ammostamento è denominato "ammostatore".
Nei grandi birrifici, nei quali l'uso ottimale dell'attrezzatura è economicamente necessario, è presente almeno un recipiente appositamente dedicato all'ammostamento, due se si eseguono processi di decozione. Tali recipienti sono dotati di un meccanismo per il riscaldamento del mosto (spesso vapore), di un buon isolamento termico, necessario per le fasi a temperatura costante, e di un meccanismo per il rimescolamento del mosto stesso, necessario per mantenerne il più possibile uniforme la temperatura ed evitare che il malto si bruci. Inoltre è solitamente presente anche un meccanismo per la periodica pulizia profonda della vasca, anche questa non è sempre necessaria in quanto il mosto che vi è contenuto viene portato ad ebollizione (qualora si utilizzi un solo recipiente sia per l'ammostamento che per la bollitura) e quindi tra un ammostamento e l'altro è spesso sufficiente effettuare un semplice risciacquo con acqua.
I birrifici più piccoli usano spesso per l'ammostamento un tino che funge sia da ammostatore che bollitore (a seconda della fase) o una vasca di chiarificazione. In quest'ultimo caso il fabbricante di birra limita in genere l'ammostamento a un'infusione fatta in un unico stadio, per non rischiare di ritrovarsi con una vasca non completamente adatta al processo di chiarificazione.
I recipienti sono chiamati in vario modo: ammostatore (termine specifico), tino, vasca, caldaia (bollitore è il termine specifico quando il recipiente si usa per la successiva fase di cottura del mosto). Il nome tradizionale cotta si usa per designare il risultato dell'ammostamento (in termini di cottura da cui il nome "cotta"), nonché della successiva fase di bollitura, e a volte, per traslazione, anche il recipiente stesso (soprattutto quando è antico). Nei birrifici si usa spesso dire "prepariamo le cotte", "la cotta successiva", "travasa la cotta" e simili.

## Selezione degli ingredienti
Ogni ingrediente ha il proprio aroma specifico che contribuisce al carattere finale della bevanda. Inoltre, ingredienti diversi apportano anche altre caratteristiche, non collegate direttamente all'aroma, ma che possono comunque guidare le scelte da fare per la birrificazione: il contenuto di azoto, il potere diastatico, il colore, il grado di degradazione dell'amido dei cereali e il grado di conversione in zuccheri dell'amido stesso.

### Contenuto di azoto
Il contenuto di azoto dei grani si riferisce alla frazione della loro massa costituita da proteine, ed è espresso solitamente come percentuale; all'interno di questa grandezza si distingue poi ulteriormente la frazione delle proteine idrosolubili, anch'essa normalmente espressa come percentuale: la maggior parte dei grani da birrificazione hanno un valore tipico del 40%. Generalmente, i birrai preferiscono i grani a più basso contenuto di azoto, mentre i distillatori preferiscono quelli con contenuto elevato.
Nella maggior parte dei processi di birrificazione, si cerca di ottenere un contenuto medio di azoto nei grani del 10% al massimo. Un contenuto proteico superiore, specialmente proteine di massa elevata, crea un effetto di "foschia gelida", ossia conferisce alla birra un aspetto visivo torbido, che non ha però alcuna influenza sulle caratteristiche gustative. La limpidezza della birra, infatti, è un elemento puramente estetico che assunse importanza a partire dalla produzione di massa dei bicchieri, in quanto migliorava la presentazione delle bevande da servire. Del resto, stili birrari tradizionali come sahti, saison e bière de garde, oltre a quelli di varie birre belghe, non adottano alcun particolare accorgimento per ottenere un prodotto limpido. La quantità di proteine di massa elevata può essere ridotta durante l'infusione innescando una reazione chimica con la proteasi, un enzima in grado di catalizzare la rottura del legame peptidico tra il gruppo amminico e il gruppo carbossilico delle proteine.
In Gran Bretagna, la birrificazione predilige spesso grani ottenuti da raccolti invernali e coltivati in terreni poveri di azoto; in Europa centrale, la coltivazione dei grani non subisce modificazioni particolari e si preferisce invece l'ammostamento per decozione in più stadi.
I distillatori, al contrario, non sono così vincolati dalla quantità di proteine contenute nel loro mosto, in quanto la natura non volatile di queste ultime garantisce che nessuna di esse sarà presente nel prodotto finale distillato. Di conseguenza, i distillatori preferiscono grani ad alto contenuto di azoto per ottenere un processo di produzione più efficiente. I grani a più alto contenuto proteico hanno in genere anche un maggior potere diastatico.

### Potere diastatico
Il potere diastatico (PD), chiamato anche "attività diastatica" o "potere enzimatico", di un grano si riferisce in generale soltanto ai malti, grani che hanno incominciato a germinare; nella germinazione infatti si producono anche una serie di enzimi, come l'amilasi che converte l'amido in zucchero; quindi, gli zuccheri possono essere estratti direttamente dagli amidi dell'orzo maltato semplicemente mettendo il grano a bagno nell'acqua a temperatura controllata: questo processo è appunto l'ammostamento. Ulteriori enzimi svolgono altre importanti funzioni, tra le quali spezzare le proteine lunghe in sequenze più corte.
In termini generali, più alta è la temperatura di essiccazione di un grano, minore è la sua attività diastatica; di conseguenza, come malti base si possono usare solo grani leggermente colorati, in quanto sono quelli che resistono meglio alla tostatura. Il malto base più scuro generalmente disponibile è il malto di Monaco.
La carica diastatica può essere fornita anche mediante estratto di malto diastatico o mediante aggiunta di enzimi della birra preparati separatamente.
Il potere diastatico di un grano si misura in gradi Lintner (°Lintner o °L, da non confondere con il simbolo °L dei colori Lovibond); o in Europa in unità Windisch-Kolbach (°WK). Le due misure sono legate dalle relazioni
{\displaystyle {}^{\circ }{\mbox{Lintner}}={\frac {{}^{\circ }{\mbox{WK}}+16}{3.5}}}
{\displaystyle {}^{\circ }{\mbox{WK}}=\left(3.5\times {}^{\circ }{\mbox{Lintner}}\right)-16}.
Un malto dotato di carica sufficiente per autoconvertirsi in zucchero ha un potere diastatico di circa 35 °Lintner (94 °WK). Fino a poco tempo fa i malti più attivi disponibili, i cosiddetti malti "più caldi", erano i malti pallidi americani di orzo polistico (six-row barley), con un potere diastatico fino a 160 °Lintner (544 °WK).  Poi però sul mercato hanno cominciato ad apparire i malti di frumento, dotati di una carica diastatica fino a 200 °Lintner. Anche se è alquanto difficile lavorare con il frumento in quanto privo di cartoccio, questo cereale si usa di solito in combinazione con l'orzo, o come aggiunta per aumentare il potere diastatico di un mosto.

### Colore
Nella birrificazione, esistono vari standard per la valutazione del colore dei grani o di un altro prodotto: lo Standard Reference Method (SRM), i Gradi Lovibond (°L), la American Society of Brewing Chemists (ASBC) o la European Brewery Convention (EBC). Nonostante gli standard SRM ed ASBC siano originari del Nord America e lo EBC dell'Europa, ciascuno di essi è diffuso un po' in tutto il mondo; al contrario i gradi Lovibond non sono più utilizzati in ambito industriale, ma restano in uso nel circuito della birrificazione casalinga grazie al fatto che per usufruirne non è necessario l'uso dello spettrofotometro. La gamma di colori dei grani spazia dai 3 SRM/5 EBC dei malti Pilsener ai 700 SRM/1600 EBC dei malti neri e dell'orzo tostato.

### Modificazione
La qualità degli amidi in un grano dipende dalla varietà del grano utilizzato e dalle sue condizioni di coltivazione. La "modificazione" riguarda specificamente la proporzione in cui le molecole di amido del grano sono organizzate in catene semplici rispetto a catene ramificate; un grano completamente modificato contiene solo molecole di amido disposte in catene semplici. Un grano non completamente modificato, contenendo anche catene ramificate, necessita di un ammostamento in più stadi anziché ad una sola temperatura, perché gli amidi devono essere deramificati affinché l'amilasi possa agire su di essi. Un indicatore del grado di modificazione di un grano è il rapporto di azoto del grano stesso, ossia la quantità di azoto solubile (o di proteine) rispetto alla quantità totale di azoto (o di proteine). Questo rapporto è chiamato anche "indice di Kolbach": un malto con un indice di Kolbach compreso fra il 36% e il 42% è considerato un malto altamente modificato e adatto all'ammostamento con un'unica infusione. I maltatori usano la lunghezza dell'acrospira rispetto a quella del grano per determinare quando è stato raggiunto il giusto grado di modificazione prima di procedere all'essiccamento all'aperto o in una fornace.

### Conversione
La conversione è la misura in cui gli amidi contenuti nel grano sono stati frazionati dagli enzimi in zuccheri semplici. Un caramello o malto cristallino viene convertito completamente prima di entrare nel mosto; la maggior parte dei grani maltati subiscono una conversione ridotta; i grani non maltati, dal canto loro, hanno una conversione scarsa o nulla. L'amido non convertito si trasforma in zucchero durante gli ultimi stadi dell'ammostamento, attraverso l'azione dell'α-amilasi e della β-amilasi.

## Macinazione del grano
Il grano utilizzato per fare la birra deve essere prima macinato. La macinazione aumenta la superficie di esposizione del grano, rendendo l'amido più accessibile, e separa i semi dalla lolla. Occorre fare attenzione quando si esegue la macinazione per assicurarsi che le riserve di amido siano sufficientemente macinate senza danneggiare la lolla e che la graniglia sia abbastanza grossolana perché si possa formare un buon letto di filtraggio durante la chiarificazione del mosto.
I grani normalmente sono macinati a secco. I mulini a secco sono di quattro tipi: a due, quattro, cinque e sei rulli. I mulini a martelli, che producono un mosto molto fine, si usano spesso quando nel processo di chiarificazione si intendono impiegare filtri per il mosto perché il grano non deve formare il suo letto di filtraggio. Negli impianti moderni, il grano è spesso trattato con acqua prima di essere macinato per rendere la lolla più flessibile, riducendo così le rotture e aumentando la velocità di chiarificazione.
Mulini a due rulli. I mulini a due rulli sono il tipo più semplice, in cui il grano è frantumato tra due rulli prima di proseguire per la vasca di ammostamento. La distanza tra questi due rulli può essere regolata dall'operatore: una distanza più sottile porta di solito a una migliore estrazione, ma determina una maggiore rottura della lolla e, conseguentemente, una più lunga chiarificazione.
Mulini a quattro rulli. I mulini a quattro rulli hanno due serie di rulli. Il grano passa prima attraverso i rulli con una spaziatura più ampia, che separa i semi dalla lolla senza danneggiare molto quest'ultima, ma lascia una graniglia di grandi dimensioni. La farina è setacciata dal grano macinato, e quindi il macinato e le lolle grossolane sono fatte passare attraverso la seconda serie di rulli, che frantuma ulteriormente il macinato senza danneggiare le croste. Esistono anche mulini a tre rulli, nei quali uno dei rulli viene usato due volte, ma non sono riconosciuti dall'industria birraria tedesca.
Mulini a cinque e sei rulli. I mulini a sei rulli hanno tre serie di rulli. Il primo rullo frantuma l'intera cariosside, e il prodotto che ne risulta viene diviso in tre parti: la farina è mandata immediatamente fuori dal mulino, la graniglia senza lolla procede verso l'ultimo rullo e la lolla, che probabilmente contiene ancora parti dei semi, va alla seconda serie di rulli. Dal secondo rullo è prodotta direttamente la farina, nonché le lolle e qualsiasi seme eventualmente ancora presente tra loro, mentre la graniglia priva di lolle viene canalizzata nell'ultimo rullo. I mulini a cinque rulli sono analoghi a quelli a sei, ma uno dei rulli svolge una doppia funzione.

## Avvio dell'ammostamento
Il mescolamento dell'acqua di macero (ossia l'acqua usata per avviare l'ammostamento) e del macinato deve essere fatto in modo tale da minimizzare l'agglutinazione e la presa di ossigeno. Ciò si fa tradizionalmente prima caricando l'acqua nella vasca di ammostamento, e poi introducendo il macinato dalla sommità della vasca in un flusso sottile. Questo metodo comporta però un notevole assorbimento di ossigeno (che rovina la qualità della birra) e una perdita di polvere di farina nell'aria circostante. Per ovviare a questi inconvenienti, si usa un "preammostatore", che mescola il macinato con l'acqua alla temperatura di avvio dell'ammostamento mentre è ancora nel tubo di erogazione, riducendo l'assorbimento di ossigeno e impedendo alla polvere di andare perduta.
L'operazione iniziale con la quale si versa l'acqua sui grani macinati e si avvia l'ammostamento si chiama mash in.
L'avvio dell'ammostamento avviene tipicamente fra 35 e 45 °C (95 e 113 °F), ma, per i mosti con un unico stadio di infusione, l'avvio dell'ammostamento deve essere fatto tra 62 e 67 °C (144 e 153 °F) affinché le amilasi possano scomporre l'amido del grano in zuccheri. Il rapporto in peso tra l'acqua di macero e il grano varia da 1/2 per le birre scure con un solo stadio di infusione a 1/4 o perfino 1/5, rapporti più adatti per le birre di colore leggero e per l'ammostamento per decozione, dove gran parte dell'acqua di macero viene fatta evaporare nell'ebollizione.

## Soste degli enzimi
| Temp °C  | Temp °F        | Enzima      | Scinde    |
| -------- | -------------- | ----------- | --------- |
| 40-45 °C | 104,0-113,0 °F | β-glucanasi | β-glucano |
| 50-54 °C | 122,0-129,2 °F | Proteasi    | Proteina  |
| 54-68 °C | 129,2-154,4 °F | β-amilasi   | Amido     |
| 63-76 °C | 145,4-168,8 °F | α-amilasi   | Amido     |

Nell'ammostamento per infusione a più stadi (il singolo stadio è una sosta o rest)  e in quello per decozione, il mosto è riscaldato alle diverse temperature alle quali gli specifici enzimi lavorano in modo ottimale. La tabella a destra mostra gli intervalli ottimali di temperatura per gli enzimi ai quali i birrai prestano maggiore attenzione e quale materiale gli enzimi scindono. C'è qualche discussione nell'industria birraria su quale sia effettivamente la temperatura ottimale per questi enzimi, perché essa spesso dipende molto dal pH del mosto e dalla sua densità. Un mosto più denso agisce come tampone per gli enzimi. Quando si oltrepassa uno stadio, gli enzimi attivi in quello stadio sono denaturati dal calore crescente e diventano permanentemente inattivi. Si preferisce mantenere il tempo di transizione tra una sosta e l'altra il più breve possibile; tuttavia, se la temperatura è innalzata per più di 1 °C al minuto, gli enzimi possono essere prematuramente denaturati nello strato di transizione vicino agli elementi di riscaldamento.
Ovviamente, a seconda degli obiettivi (stile di birra e caratteristiche specifiche) che si hanno, la durata (minuti) della singola sosta è un parametro rilevante. La curva (in ascissa il tempo e in ordinata la temperatura) formata dai vari tratti (orizzontali-le soste, con pendenza-i riscaldamenti) si chiama ciclo di ammostatura ed è componente fondamentale della ricetta.

### Sosta della β-glucanasi
β-glucani è un termine generico per indicare i polisaccaridi, come la cellulosa, formati da molecole di glucosio collegate da legami β-glicosidici, in opposizione ai legami α-glicosidici nell'amido. I β-glucani sono un costituente essenziale della parete cellulare delle piante e formano gran parte della crusca nei grani. Al fine di scindere le pareti cellulari e di rendere gli amidi più disponibili si pratica una sosta della β-glucanasi fatta a 40 °C (104 °F), innalzando in tal modo l'efficienza dell'estrazione. Se il birraio dovesse far proseguire questa sosta troppo a lungo, è possibile che una grande quantità di β-glucano si dissolverà nel mosto, il che può determinare un blocco del mosto nel giorno di fermentazione e può causare successivamente problemi di filtrazione nella produzione della birra.

### Sosta della proteasi
La sosta proteolitica determina la degradazione delle proteine, favorendo la produzione di azoto con aminoacidi liberi (free-amino nitrogen, FAN) per il nutrimento dei lieviti, la liberazione di piccole proteine da proteine più grandi per la stabilità della schiuma nel prodotto finito e la riduzione delle proteine responsabili della torbidità per facilitare la filtrazione e la maggiore limpidezza della birra. Nelle birre di solo malto, questo fornisce già abbastanza proteine per una buona conservazione del colletto di schiuma, e il birraio deve badare soprattutto che non si formi più FAN di quanto i lieviti possano metabolizzarne, perché questo porterebbe allo sviluppo di gusti sgradevoli. Anche le proteine che causano torbidità sono prevalenti nelle birre di solo malto, e i produttori devono trovare il giusto equilibrio tra la scissione delle proteine e la limitazione della produzione di FAN.

### Soste dell'amilasi
Le soste dell'amilasi sono responsabili della produzione dello zucchero libero fermentabile e non fermentabile dall'amido contenuto in un mosto.
L'amido è un'enorme molecola composta da catene ramificate di molecole di glucosio. La β-amilasi scinde queste catene in corrispondenza delle molecole finali che formano i legami di due molecole di glucosio, cioè del maltosio. Tuttavia, la β-amilasi non può scindere le punte dei rami, sebbene qui un po' di aiuto venga dalla bassa attività dell'α-amilasi e da alcuni enzimi come la limite destrinasi. Il maltosio sarà la principale fonte di nutrimento del lievito durante la fermentazione. Durante questa sosta, inoltre, gli amidi si raggruppano insieme formando grumi visibili nel mosto. Questo raggruppamento facilita il processo di chiarificazione.
La sosta dell'α-amilasi è conosciuta anche come sosta di saccarificazione, perché durante questa sosta l'α-amilasi scinde gli amidi dall'interno ed inizia a troncare i legami del glucosio uno ogni quattro molecole di glucosio nel senso della lunghezza. Le catene di glucosio più lunghe, talvolta chiamate destrine o maltodestrina, insieme alle rimanenti catene ramificate, danno corpo e pienezza alla birra.
A causa della vicinanza tra le temperature corrispondenti all'attività di picco dell'α-amilasi e della β-amilasi, le due soste sono spesso eseguite simultaneamente: in tal modo, la durata e la temperatura della soste determinano il rapporto tra gli zuccheri fermentabili e non fermentabili nell'infusione e quindi la dolcezza finale della bevanda fermentata; una sosta a temperatura più elevata dà una birra più dolce e con un corpo più pieno, poiché l'α-amilasi produce più zuccheri non fermentabili. 66 °C (151 °F) è una temperatura di sosta tipica di una pale ale o di una pilsener tedesca, mentre la pilsener e la mild ale sostano più tipicamente a 67 °C (153 °F)-68 °C (154 °F). Contrariamente, una sosta a temperatura più bassa sviluppa una birra più secca, più alcolica e con corpo più leggero.

### "Soste" della decozione
Nell'ammostamento per decozione, parte del mosto viene tolta dalla vasca di ammostamento e posta in un fornello, dove è fatta bollire per un periodo di tempo. Questo caramellizza parte degli zuccheri, dando alla birra un sapore e un colore più intenso, e libera altri amidi dal grano, consentendo un'estrazione più efficiente. La porzione di mosto estratta per la decozione è calcolata in modo che la successiva temperatura di sosta sia raggiunta semplicemente rimettendo la porzione bollita nella vasca di ammostamento. Prima di estrarlo per la decozione, il mosto viene lasciato riposare per un po', e per la decozione viene tolta normalmente la parte più densa, perché gli enzimi si sono dissolti nel liquido e gli amidi da liberare si trovano nei grani, non nel liquido. Il mosto denso è poi bollito per circa 15 minuti e riportato nella vasca di ammostamento.
Durante la cottura per la decozione si dovrebbe evitare di bruciare il mosto, anche se mantenere una temperatura uniforme nel mosto non è essenziale. Per prevenire una bruciatura dei grani, il birraio deve continuamente rimescolare la decozione e applicare un riscaldamento lento.
Un mosto da decozione ricava dai grani una nota di malto più elevata e si usa tipicamente nelle Bock o nelle birre in stile Doppelbock.

## Arresto dell'ammostamento
Dopo le soste enzimatiche, il mosto è portato alla sua temperatura di arresto dell'ammostamento. L'operazione finale, che ferma la saccarificazione, si chiama mash out (chiusura dell'ammostamento).
Questa fase libera fino a circa il 2% in più di amido e rende il mosto meno viscoso, permettendo alla chiarificazione di svolgersi più velocemente. Sebbene la temperatura del mosto e la viscosità siano grosso modo inversamente proporzionali, la capacità dei birrai e dei distillatori di usare questa relazione è limitata dal fatto che l'α-amilasi si denatura rapidamente sopra i 78 °C (172,4 °F). Qualunque amido estratto una volta che il mosto è portato al di sopra di questa temperatura non può essere scisso, e causerà una torbidità nel prodotto finito, oppure in quantità maggiori può svilupparsi un sapore sgradevolmente aspro. Perciò, la temperatura di arresto dell'ammostamento raramente supera i 78 °C (172,4 °F) ed è mediamente fissata a 75 °C (167,0 °F).
Non appena la temperatura di arresto è raggiunta, se la vasca di chiarificazione è un recipiente separato dal serbatoio di ammostamento, il mosto è trasferito nella vasca di chiarificazione in questa fase. Se il birrificio possiede un tino combinato per ammostamento e chiarificazione, l'agitatore viene fermato dopo che si è raggiunta la temperatura di arresto dell'ammostamento e il mosto si è mescolato abbastanza da assicurare una temperatura uniforme. Nella decozione il mash out corrisponde all'aggiunta di acqua calda che porti il mosto alla temperatura di arresto della saccarificazione.